# 塞讷莫内斯蒂耶
塞讷莫内斯蒂耶（法語：Cenne-Monestiés，法語發音：[sɛn mɔnɛstje] ⓘ）是法国奥德省的一个市镇，属于卡尔卡松区。

## 地理
塞讷莫内斯蒂耶（43°19'55"N, 2°7'3"E）面积7.76 平方千米，位于法国奧克西塔尼大區奥德省，该省份为法国南部沿海省份，北起塔恩省，西北接上加龙省，西接阿列日省，南至东比利牛斯省，东临地中海，东北与埃罗省接壤。
与塞讷莫内斯蒂耶接壤的市镇（或旧市镇、城区）包括：卡尔利帕、圣马丹勒维耶伊、赛萨克、维勒马涅、维莱斯皮。
塞讷莫内斯蒂耶的时区为UTC+01:00、UTC+02:00（夏令时）。

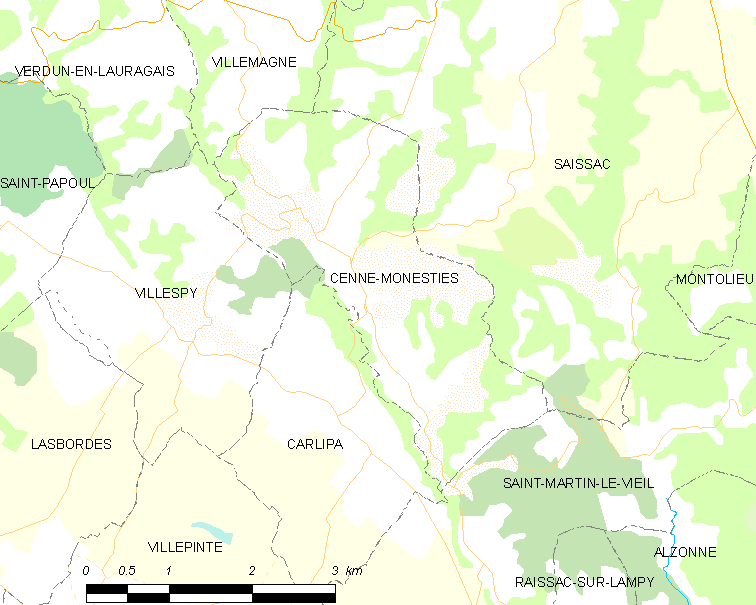
塞讷莫内斯蒂耶的OSM定位图

## 行政
塞讷莫内斯蒂耶的邮政编码为11170，INSEE市镇编码为11089。

## 政治
塞讷莫内斯蒂耶所属的省级选区为努瓦尔山区拉马勒佩尔县。

## 人口

1962-2008年间塞讷莫内斯蒂耶人口变化图示

塞讷莫内斯蒂耶于2022年1月1日时的人口数量为411人。